# Michiko Yamamoto
Michiko Yamamoto (jap. 山本 道子, Yamamoto Michiko, wirklicher Name: Furuya Michiko (古屋 道子); * 4. Dezember 1936 in Nakano, Präfektur Tokio) ist eine japanische Schriftstellerin.
Die Tochter eines Aufzugfabrikanten studierte Literatur an der Atomi-Gakuen-Frauen-Kurzuniversität. Ab Ende der 1950er Jahre veröffentlichte sie mehrere Gedichtbände, darunter Tsubo no naka (壷の中; 1959), Midori-iro no hitsujitachi to hitori (みどりいろの羊たちと一人; 1960), Kago (籠; 1961) und Kazaru (飾る, 1962). 1965 heiratete sie Furuya Kazuyoshi, einen Mitarbeiter der Japanischen Fischereigesellschaft, mit dem sie von 1967 bis 1971 in Darwin (Australien) lebte. Hier entstand die Kurzgeschichte Mahō (魔法), für die sie 1971 den Preis der Literaturzeitschrift Shinchō für junge Autoren erhielt. Ermutigt von Minakami Tsutomu schrieb sie nach ihrer Rückkehr nach Japan die Erzählung Betty-san no niwa (ベティさんの庭), für die sie 1973 den Akutagawa-Preis erhielt.
In den Folgejahren erschien drei Erzählungsbände: Razō (裸像; 1974), Umi to satōkibi (海と砂糖黍; 1975) und Shōnen no koe (少年の声; 1977); außerdem veröffentlichte Yamamoto zahlreiche Essays und 1976 die Gedichtsammlung Yamamoto Michiko shishū (山本道子詩集; 1976). Von 1978 bis 1982 lebte sie mit ihrem Mann in Seattle. Hier entstanden ihr erster Roman Tenshi yo umi ni mae (天使よ海に舞え; 1981) und der Roman Hito no ki (ひとの樹), für den sie 1985 den Frauenliteraturpreis erhielt.